# يوكي تاكيتا
يُوكي تاكيتا (باليابانية: 田北 雄気) (مواليد 16 مايو 1967)، هو لاعب كرة قدم ياباني سابق كان يلعب كحارس مرمى.

## وصلات خارجية
- يوكي تاكيتا على موقع رابطة كرة القدم اليابانية للمحترفين (اليابانية)
- يوكي تاكيتا على موقع عالم كرة القدم.نت (الإنجليزية)